# Kadanovci
Kadanovci su naselje u Republici Hrvatskoj u Požeško-slavonskoj županiji, u sastavu grada Pleternice.
Naselje je smješteno oko 5 km južno od Pleternice na cesti prema Slavonskom Brodu, susjedno naselje su Frkljevci na sjeveru. 1991. u popisu stanovništa upisane su 202 osobe.

## Stanovništvo
Prema popisu stanovništva iz 2011. godine Kadanovci su imali 213 stanovnika.
| broj stanovnika | 95    | 72    | 60    | 98    | 168   | 195   | 184   | 196   | 242   | 223   | 219   | 206   | 196   | 202   | 219   | 213   | 197   |
|                 | 1857. | 1869. | 1880. | 1890. | 1900. | 1910. | 1921. | 1931. | 1948. | 1953. | 1961. | 1971. | 1981. | 1991. | 2001. | 2011. | 2021. |